# Hron
Hron (på tyska och i äldre svenska Gran, ungerska Garam), är en västlig biflod till Donau i Slovakien.
Hron rinner upp på Nizna Tatra och mynnar efter ett 320 kilometer långt lopp vid Štúrovo.